# Комби, Джанпьеро
Джанпье́ро Ко́мби (итал. Gianpiero Combi; 20 ноября 1902, Турин, Италия — 12 августа 1956, Империя, Италия) — итальянский футболист, вратарь. Известен как имевший наименьший рост (174 см) среди вратарей, которые выигрывали чемпионат мира.

## Биография
В «Ювентус» Джанпьеро Комби пришёл по протекции Эдуардо Аньели, президента «Старой Сеньоры», семья которого состояла в дружеских связях с семьёй Комби.
Дебют голкипера в чемпионате Италии состоялся 30 октября 1921 года в поединке со «Специей». На тот момент Джанпьеро было всего 18 лет, однако это не помешало юноше стать одним из лидеров клуба. Вместе с Умберто Калигарисом и Вирджинио Розеттой он образовал так называемое «Трио Легенды» («Trio della Legenda»), ставшее стержнем, вокруг которого строилась последующая игра клуба.
Его дебют в национальной сборной оказался провальным: 1:7 в поединке с Венгрией, — и Комби на целый год была закрыта дорога в команду.
В 1926 году он становится обладателем первого в карьере скудетто — для «Ювентуса» это уже второй по счёту трофей. Спустя два года Комби вместе со сборной своей страны становится обладателем бронзовой медали Олимпиады 1928. Показав уверенную игру, голкипер вытесняет из основного состава коллегу из «Дженоа» — Джованни Де Пра — и больше не уступает позицию вплоть до завершения профессиональной карьеры. С 1931 по 1933 год Комби завоевывает вместе с «Ювентусом» три чемпионских титула, что гарантирует ему «золотой билет» на Чемпионат мира 1934 года. Италия, несмотря на крайне неуверенную и грубую игру, всё же смогла дойти до финала, где усилиями натурализованного аргентинца Раймундо Орси и «своего» Скьявио переиграла чехословаков 2:1. Для Резинового Человека (такое прозвище закрепилось за Комби благодаря его «фантастической игре на линии») это был последний международный матч: собственно говоря, Комби хотел завершить карьеру до ЧМ, но тренер тогда уговорил его остаться, подкрепив свои аргументы капитанской повязкой для Джанпьеро.
Также на счету Комби — два титула обладателя Кубка Герена (1930, 1935), прототипа современного чемпионата Европы.
После завершения профессиональной карьеры Джанпьеро Комби одно время тренировал вратарей «Ювентуса», после чего попробовал себя в качестве наставника сборной. На этом посту он провёл всего пять матчей.
В настоящий момент имя Комби носит один из фарм-клубов «Ювентуса».
Вместе с голкипером сборной СССР Ринатом Дасаевым он расположился на 16-м месте в списке лучших вратарей Европы всех времён.
Интересно, что Комби сыграл определённую роль в эволюции вратарской формы в футболе: по его примеру вошли в моду цветные свитера голкиперов, ранее игравших, как правило, в чёрных.

## Достижения
«Ювентус»
- Чемпион Италии (5): 1925/1926, 1930/1931, 1931/1932, 1932/1933, 1933/1934

Италия
- Чемпион мира: 1934